# Giuseppe Mario Bellanca
Giuseppe Mario Bellanca (19 de março de 1886 Sciacca, Itália — 26 de dezembro de 1960 (74 anos) Nova York, Estados Unidos), foi um pioneiro da aviação ítalo-americano, projetista e construtor de aviões, que é creditado por muitos projetos pioneiros e cujas aeronaves quebraram muitos recordes de aviação. Ele foi incluído no "National Aviation Hall of Fame" em 1973. O Bellanca C.F., o primeiro monoplano de cabine fechada do mundo, está em exibição no "National Air and Space Museum". Bellanca era conhecido principalmente por suas aeronaves de longo alcance, que abriram caminho para o avanço do transporte aéreo comercial e internacional.

## Biografia
Ele nasceu em 19 de março de 1886 em Sciacca, Itália; se formou em engenharia pelo "Politecnico di Milano"; emigrou para o Brooklyn, nos Estados Unidos, em outubro de 1911, onde dirigiu a "Bellanca Flying School" (1912–16).
Em 1913 ele criou o primeiro projeto moderno de aeronave ("configuração por tração") que apresentava motor e hélice na frente com asa no meio e cauda na popa, configuração oposta às aeronaves da época ("configuração por impulsão"). O projeto da aeronave "por tração" de Bellanca ofereceu muitas vantagens de desempenho e segurança em relação ao projeto padrão antigo e foi adotado internacionalmente como a nova configuração padrão para quase todas as aeronaves seguintes, e é a configuração comum que reconhecemos hoje.
Em 1916 Bellanca estava encarregado da divisão de aeronaves Maryland Pressed Steel Co. (Hagerstown, MD) contratada com o propósito de projetar e desenvolver aeronaves para a Primeira Guerra Mundial. Bellanca construiu dois modelos de biplanos chamados CD (monoposto) e CE (treinador de dois lugares). Embora os dois modelos tenham superado os biplanos do Exército Jenny, a guerra acabou e os militares não estavam mais interessados. Maryland Pressed Steel Co. pediu concordata em 1920.
Em 1921, mudou-se para Omaha, Nebraska, e com Victor Roos, formou a Roos-Bellanca Aircraft Company.
Em 1922 ele construiu o primeiro monoplano de cabine fechada. Chamado de Bellanca CF, esta aeronave está agora em exibição no Steven F. Udvar-Hazy Center do National Air and Space Museum. O CF também foi o primeiro projeto de aeronave a usar "escoras de levantamento" com uma corda larga e aerofólio para adicionar força e sustentação às asas.
Em janeiro de 1927, ele firmou parceria com Charles A. Levine e formou a Columbia Aircraft Corp.
Bellanca criou o perfil de asa "Bellanca A" que poderia levantar o dobro do peso de outros aerofólios da época. Esse novo aerofólio deu início à era do transporte aéreo comercial e, militarmente, tornou possível o bombardeio de longo alcance. Bellanca usou este novo aerofólio nos modelos de seis lugares: WB-1 e WB-2, que foram os primeiros aviões de passageiros de longo alcance.
Em 12-14 de abril de 1927, Clarence Chamberlin e Bert Acosta estabeleceram um novo recorde mundial de resistência sem reabastecimento de 51,5 horas no WB-2 projetado por Bellanca. O WB-2 foi rebatizado de Columbia e, mais tarde, de Miss Columbia.
A primeira escolha de Charles Lindbergh para uma aeronave para cruzar o Atlântico foi o Columbia. Diferentes fontes alegam diferentes razões para Lindbergh não ser capaz de comprar o Miss Columbia, mas de acordo com Joseph Scafetta Jr., "Ele foi recusado quando Lindbergh insistiu em fazer o voo transatlântico sozinho. Bellanca e Levine pensaram que era suicídio faça isso porque ninguém poderia ficar acordado sozinho o número necessário de horas para completar o vôo"
O Columbia perdeu a corrida para ser o primeiro a cruzar o Atlântico para Lindbergh por causa de uma liminar judicial impedindo o avião devido a uma disputa contratual entre Levine e um piloto chamado Bertaud, que era para ser um co-piloto no Miss Columbia para a travessia.
"Em 20 de maio de 1927, Lindbergh decolou e completou o vôo para Paris. Duas semanas depois, o Columbia decolou para a Alemanha com Levine como passageiro. Aterrissando em Berlim, bateram o recorde de distância de Lindbergh. Ironicamente, o avião de Bellanca estava completo vários anos antes do Spirit of St. Louis e poderia ter sido o primeiro a cruzar o Atlântico se não fosse o processo. O Columbia não só voou mais longe do que o Spirit of St. Louis, mas carregou um passageiro. um para-brisa para que o piloto pudesse ver à frente. Este projeto estabeleceu um padrão para a aeronave moderna. Bellanca apareceu na capa da revista Time, em reconhecimento a essa conquista".
Em 4 de junho de 1927, o Bellanca Columbia faz a travessia do Atlântico, a primeira com um passageiro. Era pilotado por Clarence Chamberlin que estava acompanhado por Charles Levine, o primeiro passageiro/co-piloto. O Columbia decolou de Roosevelt Field em Long Island, NY e pousou em Eisleben, Alemanha após um vôo de quarenta e três horas. Eles deveriam pousar em Berlim, mas ficaram sem gasolina. Após o reabastecimento, a tripulação chegou a Berlim, onde foram recebidos por uma multidão de 150.000 agitando bandeiras alemãs e americanas.
Em 4 de julho de 1927, Bellanca foi destaque na capa da Time.
Após a parceria de curta duração com Levine, Bellanca formou uma nova empresa, a "Bellanca Aircraft Corporation of America", em parceria financeira com a família du Pont. A empresa desenvolveria uma ampla gama de aeronaves comerciais leves e de aviação geral. A "American Champion" ainda fabrica produtos com a marca "Bellanca".
"Em 13 de novembro de 1928, Bellanca recebeu sua primeira patente dos EUA nº 1.691.105 para um trem de pouso retrátil interno que reduzia o arrasto durante o vôo. Esta invenção foi o primeiro trem de pouso comercial totalmente retrátil já desenvolvido e foi instalado no Rome durante o ano anterior".
Em 3 de outubro de 1931, um modelo Bellanca CH-400 Skyrocket chamado "Miss Veedol" foi a primeira aeronave a cruzar o Pacífico sem escalas. O "Miss Veedol" voou de Samishiro Beach, Japão para Wenatchee, Washington. Foi pilotado por Clyde Panghorn e co-pilotado por Hugh Herndon Jr.
Bellanca deixou temporariamente a Bellanca Aircraft Corporation em 1941 após um desentendimento com os diretores da empresa durante um refinanciamento corporativo. Bellanca fez um acordo com Andrew Jackson Higgins, presidente da Higgins Industries, em Nova Orleans, para criar um departamento de aviação da Bellanca dentro da Higgins para projetar aeronaves de carga durante a Segunda Guerra Mundial. A empresa tinha um contrato com o US Army Air Corps.
Em 1941, Bellanca projetou o primeiro conceito de "corpo de asa combinada", que se assemelha ao moderno bombardeiro B-2, mas com uma lança de cauda dupla para estabilidade com duas hélices impulsoras e tinha um apêndice laminar de fluxo de ar de baixo arrasto sobre a asa.
Durante a Segunda Guerra Mundial, a Bellanca Aircraft Corporation fabricou e forneceu componentes e equipamentos para as Forças Armadas dos EUA (Exército e Marinha), fabricando várias peças para o C-46, B-26, Mars, Helldiver, B-24, PBM-3, C-109 E A-30".
Em 1954, ele formou a Bellanca Development Company.
Bellanca recebeu aproximadamente 45 patentes em sua carreira.
De acordo com os historiadores da aviação Alan e Drina Welch Able, "G.M. Bellanca fez mais pela aviação geral do que qualquer outra pessoa durante os primeiros 100 anos da aviação".
Ele morreu de leucemia no Hospital Memorial na cidade de Nova York em 26 de dezembro de 1960.
Ele foi introduzido no National Aviation Hall of Fame em 1973.
Em 1993, seus documentos foram arquivados no National Air and Space Museum.